# Made in Heaven (chanson)
Pour les articles homonymes, voir Made in Heaven.
Singles de Freddie Mercury
I Was Born to Love You
(1985) Living On My Own
(1985)
Clip vidéo
[vidéo] « Made in Heaven », sur YouTube
Made in Heaven est une chanson écrite, composée et interprétée par Freddie Mercury. Enregistrée en 1984 au Musicland Studios de Munich lors des sessions du premier album studio de Mercury, Mr. Bad Guy, la chanson parait sur l'album en avril 1985, suivi d'une sortie en single 45 tours le 4 juillet 1985 chez CBS Records, comme second extrait pour promouvoir Mr. Bad Guy. Il s'agit du 3e single enregistré par Freddie Mercury, et sa 4e œuvre en tant qu'artiste solo.
Après le décès de Mercury en 1991, le titre de la chanson donnera son nom à l'album posthume de Queen sorti en 1995, Made in Heaven. À cette occasion, celle-ci a été ré-enregistrée avec une nouvelle partie instrumentale.

## Personnel

### Version originale
- Freddie Mercury - chant, piano, synthétiseurs
- Fred Mandel - piano, synthétiseurs
- Paul Vincent - guitare
- Curt Cress - percussions
- Stephan Wissnet - guitare basse
- Reinhold Mack - Fairlight CMI

### Version de Queen
- Freddie Mercury - chant, claviers
- Brian May - guitare
- John Deacon - guitare basse
- Roger Taylor - percussions

## Clip
Le clip de la chanson a été effectué avec David Mallet, qui a aussi participé à la création d'autres clips de Queen comme ceux de Hammer To Fall, I Was Born to Love You ou encore I Want It All. Le clip montre une réplique de la Royal Opera House ainsi qu'un globe rotatif de 20 mètres de large sur lequel se trouve Mercury.

## Classement
| Classement (1985)                      | Meilleure place |
| -------------------------------------- | --------------- |
| Irlande (IRMA)                         | 30              |
| Allemagne (GfK Entertainment)          | 60              |
| Belgique (Flandre Ultratop 50 Singles) | 36              |
| Royaume-Uni (UK Singles Chart)         | 57              |

## Dans la culture populaire
Made in Heaven a vu un regain de popularité lorsque Hirohiko Araki s'est servi du titre de la chanson pour nommer le stand d'Enrico Pucci, l'antagoniste majeur de Stone Ocean, la partie 6 de Jojo's Bizarre Adventure. Le stand "Made in Heaven" est considéré par DIO comme étant la clé pour atteindre le paradis. Dans l'adaptation animée, le stand sera traduit "Maiden Heaven", faute de droits.